# Římskokatolická farnost Kyselovice
Římskokatolická farnost Kyselovice je územní společenství římských katolíků s farním kostelem svatých Andělů strážných v děkanátu Kroměříž.

## Historie farnosti
První písemná zmínka o obci je z roku 1078. Novogotický kostel s 37 m vysokou věží byl postaven v letech 1904–1906. Průčelí je atypicky obráceno k severu a v jeho výklencích jsou umístěny sochy Madony, sv. Josefa, sv. Petra a sv. Pavla.

## Duchovní správci
Administrátorem excurrendo byl od ledna 2009 je R. D. Mgr. Jiří Putala. V letech 2019-2025 byl administrátorem excurrendo ustanoven R. D. Mgr. Stanislav Trčka. Od 1.7.2025 je farnost spravována z Kroměříže P. Josefem Konečným.

## Bohoslužby
| Kostel                   | Místo      | Bohoslužba (den) | Hodina     | Poznámka     |
| ------------------------ | ---------- | ---------------- | ---------- | ------------ |
| svatých Andělů strážných | Kyselovice | neděle úterý     | 10.30 7.30 | farní kostel |

## Aktivity ve farnosti
Ve farnosti se každoročně koná tříkrálová sbírka.
Pravidelně třikrát ročně vychází společný farní časopis pro farnosti Chropyně, Břest a Kyselovice.